# Máy gia tốc hạt tĩnh điện

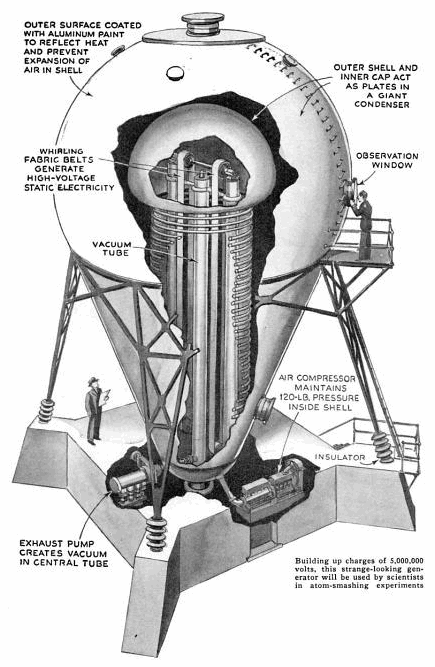
Máy Westinghouse Atom Smasher, một máy gia tốc Van de Graaff đời đầu được xây dựng năm 1937 tại trung tâm nghiên cứu Westinghouse ở Forest Hills, Pennsylvania. Không khí áp suất cao tăng điện áp trên máy từ 1 MV lên 5 MV.

Máy gia tốc hạt tĩnh điện là một trong hai loại máy gia tốc hạt chính, trong đó hạt tích điện có thể được tăng tốc khi đặt trong một hiệu điện thế tĩnh có giá trị lớn. Phương pháp hiệu điện thế tĩnh khác với phương pháp điện trường động sử dụng trong máy gia tốc dao động trường. Nhờ thiết kế đơn giản của chúng, về mặt lịch sử những máy gia tốc này được phát triển sớm hơn. Những máy này được vận hành ở năng lượng thấp hơn một số máy gia tốc dao động trường lớn hơn, và trong chừng mực nào đó năng lượng tỉ lệ với chi phí của máy móc, nói rộng ra những máy này rẻ hơn các máy năng lượng cao, và vì thế chúng phổ biến hơn. Nhiều trường đại học trên thế giới có các máy gia tốc tĩnh điện phục vụ cho mục đích nghiên cứu.

## Chi tiết
Mặc dù những máy này gia tốc hạt nhân nguyên tử, phạm vi áp dụng của nó không bị giới hạn trong các ngành khoa học hạt nhân như vật lý hạt nhân, nuclear astrophysics và hoá học hạt nhân. Trên thực tế, những ứng dụng rất nhỏ so với các mục đích sử dụng khác các chùm tia hạt nhân. Trong số xấp xỉ 26,000 máy gia tốc hạt trên thế giới, ~44% dùng cho xạ trị, ~41% cho cấy ion, ~9% cho xử lý công nghiệp và nghiên cứu, ~4% for y sinh và các nghiên cứu có mức năng lượng thấp (ít hơn 1% là các máy có năng lượng cao hơn).
Những máy giao tốc này đang được sử dụng cho y học hạt nhân medical physics, các kỹ thuật phân tích mẫu chẳng hạn PIXE trong khoa học vật liệu, depth profiling trong vật lý chất rắn, và ở mức độ ít hơn là secondary ion mass spectrometry trong các công trình địa chất học và  hoá học vũ trụ , và tinh thể học neuron trong vật lý chất rắn ngưng tụ.

## Single-ended machines
Bằng cách sử dụng một cực điện áp cao đã được giữ ở điện thế tĩnh mức hàng triệu vôn, các hạt tích điện có thể được tăng tốc. Nói một cách đơn giản, một máy phát tĩnh điện về cơ bản là một tụ điện khổng lồ (dù thiếu các bản cực). Điện áp cao đạt được bằng phương pháp Cockcroft & Walton hay Van de Graaff, những nhà phát minh mà tên thường được dùng để đặt cho các máy gia tốc. Thiết kế ban đầu của Van de Graaff's đặt các điện tử trên một tấm, hoặc đai cách điện, với một cái lược kim loại, và rồi, về mặt vật lý tấm cách điện sẽ vận chuyển các điện tử đứng yên về phía cực. Mặc dù ở điện áp cao, cực là một vật dẫn, và có một cái lược tương từng bên trong vật dẫn có thể tách các điện tử ra khỏi tấm; theo luật Gauss, không có điện trường bên trong một vật dẫn, vì thế điện tử không bị đẩy một khi chúng đã ở bên trong. Đai tương tự như một đai băng chuyền, chỉ khác là không có mối nối. Vì thế, nếu đai bị đứt, (hiếm khi xảy ra vì được có tốc độ quay không đổi và được làm chủ yếu từ cao su), máy gia tốc phải được tháo ra để thay đai.